# Ocellularia phaeotropa
Ocellularia phaeotropa är en lavart som först beskrevs av August von Krempelhuber och som fick sitt nu gällande namn av Alexander Zahlbruckner. 
Ocellularia phaeotropa ingår i släktet Ocellularia och familjen Graphidaceae. Inga underarter finns listade i Catalogue of Life.